# Illes Norske
Les illes Norske, en danès Norske Øer; que significa "illes nòrdiques", és un grup de dues illes deshabitades del mar de Groenlàndia, Groenlàndia, dins el Parc Nacional del Nord-est de Grenlàndia.
Van ser batejades per l'expedició Dinamarca en honor de dos membres de l'expedició noruega que va explorar el nord-est de Groenlàndia entre 1906 i 1908 sota el lideratge de Ludvig Mylius-Erichsen. El 1938 l'expedició danesa al nord-est de Groenlàndia d'Eigil Knuth i Ebbe Munck va explorar les illes.

## Geografia
Les illes Norske es troben prop del cap Drygalsky, davant la costa de la Terra de Lambert i al nord-est de la badia de Jokel, al nord-est de Groenlàndia, al sud-est de l'entrada del fiord de Nioghalvfjerd de la glacera Nioghalvfjerdsbrae. Les illes Franske es troben al sud, i les illes Achton Friis i Schnauder al sud-oest.
El grup té dues illes principals, Store Norske, amb el cap Nansen com a punt més septentrional, i una illa molt més petita (Lille Norske) al sud, separada de Store Norske per un estret sound. També hi ha uns quants illots petits. El cap terrestre més al sud del grup, el cap Amundsen, es troba a l'extrem sud de l'illa menor.
Les illes estan està gairebé sempre envoltades de gel fix, sent una de les zones de gel fix més extenses de la Terra. Amb tot, la barrera de gel, que era molt estable al segle xx, s'ha ensorrat diversos estius des de 1997.